# 廣栄武道具
廣栄武道具株式会社（こうえいぶどうぐ）は兵庫県姫路市北今宿に本社を置く武道具製造企業である。1887年創業。

## 会社概要
剣道やなぎなた用の防具を中心に剣道衣・袴・竹刀の他に、空手衣を中心とした空手用品・柔道衣などを製造している。
特に武道を正式科目に取り入れている各学校、全国の都道府県警察への同社の製品の採用率が高い。また他のスポーツ用品店での取り扱いも比較的高い割合を占める。
同社の剣道具ブランドである「廣栄」は、一般向け剣道具最大手として熊本県に本社を置くオガタ武道具工業のブランド「武蔵号」やミツボシの同ブランドの剣道具などと共にその名を知られており、海外で剣道を愛好する人々からも高く評価されている。
2020年1月20日、破産手続き開始が決定した。